# Блато (Пирот)
Блато је насеље Града Пирота у Пиротском округу. Према попису из 2022. има 424 становника (према попису из 2002. било је 630 становника).

## Положај и настанак
Блато се налази на југозападном рубу Пиротске котлине, на седмом километру пута који повезује Пирот са Бабушницом и даље са Лесковцем.
Настало је постепеним спајањем три села (Лопашнице, Блата и Церовика) пред сам крај 19. века. Из Црвенче се у Блато доселиле неколико фамилија 1995. године. Лопашница је 1879. године имала 37 кућа са 247 становника, међу њима је било девет писмених људи, а број пореских глава износио је 59. Церовик је тада место са 21 кућом у којима је становало 115 житеља, један је само писмен човек а пореских глава има 28.

## Географија
Атар села је погодан за разноврсне ратарске и повртарске културе, за виноградарство и воћарство, и за сточарство. Планински део атара је погодан за овчарство, а низијски део за производњу сточне хране. Блачани су познати и као добри сточари, ратари и виноградари. Тржни вишкови су грожђе, вино, ракија, житарице, млеко, сир, месо.
Село има цркву, основну школу, задругу и водовод, и добро је повезано са околним насељима и међународним путем Београд — Ниш — Софија.

## Прошлост
Место Блато је 1879. године имало 24 куће са 118 душа, ту није било писменог човека а број пореских глава је износио 28.

## Демографија
У насељу Блато живи 530 пунолетних становника, а просечна старост становништва износи 46,1 година (45,3 код мушкараца и 47,0 код жена). У насељу има 235 домаћинстава, а просечан број чланова по домаћинству је 2,68.
Последњих двадесетак година долазе девојке и досељеници из бабушничких села, као и велики број досељеника из долине Јерме.
Ово насеље је великим делом насељено Србима (према попису из 2002. године), а у последња три пописа, примећен је пад у броју становника.
|  |

| Демографија | Демографија | Демографија |
| Година      | Становника  | Становника  |
| ----------- | ----------- | ----------- |
| 1948.       | 1.150       |             |
| 1953.       | 1.112       |             |
| 1961.       | 985         |             |
| 1971.       | 884         |             |
| 1981.       | 792         |             |
| 1991.       | 697         | 697         |
| 2002.       | 630         | 641         |

| Етнички састав према попису из 2002.‍ | Етнички састав према попису из 2002.‍ | Етнички састав према попису из 2002.‍ | Етнички састав према попису из 2002.‍ | Етнички састав према попису из 2002.‍ |
| ------------------------------------ | ------------------------------------ | ------------------------------------ | ------------------------------------ | ------------------------------------ |
|                                      |                                      |                                      |                                      |                                      |
| Срби                                 | Срби                                 |                                      | 616                                  | 97,77%                               |
| Бугари                               | Бугари                               |                                      | 4                                    | 0,63%                                |
| Југословени                          | Југословени                          |                                      | 3                                    | 0,47%                                |
| непознато                            | непознато                            |                                      | 0                                    | 0,0%                                 |

| Година пописа     | 1948. | 1953. | 1961. | 1971. | 1981. | 1991. | 2002. |
| ----------------- | ----- | ----- | ----- | ----- | ----- | ----- | ----- |
| Број домаћинстава | 196   | 204   | 216   | 224   | 253   | 222   | 235   |

| Број чланова      | 1  | 2  | 3  | 4  | 5  | 6 | 7 | 8 | 9 | 10 и више | Просек |
| ----------------- | -- | -- | -- | -- | -- | - | - | - | - | --------- | ------ |
| Број домаћинстава | 43 | 92 | 39 | 32 | 18 | 9 | 2 | 0 | 0 | 0         | 2,68   |

| Пол    | Укупно | Неожењен/Неудата | Ожењен/Удата | Удовац/Удовица | Разведен/Разведена | Непознато |
| ------ | ------ | ---------------- | ------------ | -------------- | ------------------ | --------- |
| Мушки  | 288    | 60               | 187          | 33             | 8                  | 0         |
| Женски | 258    | 21               | 191          | 43             | 3                  | 0         |
| УКУПНО | 546    | 81               | 378          | 76             | 11                 | 0         |

| Пол    | Укупно                    | Пољопривреда, лов и шумарство | Рибарство                            | Вађење руде и камена | Прерађивачка индустрија       |
| ------ | ------------------------- | ----------------------------- | ------------------------------------ | -------------------- | ----------------------------- |
| Мушки  | 126                       | 4                             | 0                                    | 0                    | 68                            |
| Женски | 50                        | 5                             | 0                                    | 0                    | 39                            |
| УКУПНО | 176                       | 9                             | 0                                    | 0                    | 107                           |
| Пол    | Производња и снабдевање   | Грађевинарство                | Трговина                             | Хотели и ресторани   | Саобраћај, складиштење и везе |
| Мушки  | 1                         | 20                            | 5                                    | 1                    | 11                            |
| Женски | 0                         | 0                             | 1                                    | 0                    | 0                             |
| УКУПНО | 1                         | 20                            | 6                                    | 1                    | 11                            |
| Пол    | Финансијско посредовање   | Некретнине                    | Државна управа и одбрана             | Образовање           | Здравствени и социјални рад   |
| Мушки  | 0                         | 0                             | 5                                    | 1                    | 1                             |
| Женски | 0                         | 1                             | 2                                    | 0                    | 2                             |
| УКУПНО | 0                         | 1                             | 7                                    | 1                    | 3                             |
| Пол    | Остале услужне активности | Приватна домаћинства          | Екстериторијалне организације и тела | Непознато            | Непознато                     |
| Мушки  | 5                         | 0                             | 0                                    | 4                    | 4                             |
| Женски | 0                         | 0                             | 0                                    | 0                    | 0                             |
| УКУПНО | 5                         | 0                             | 0                                    | 4                    | 4                             |